# Charanga

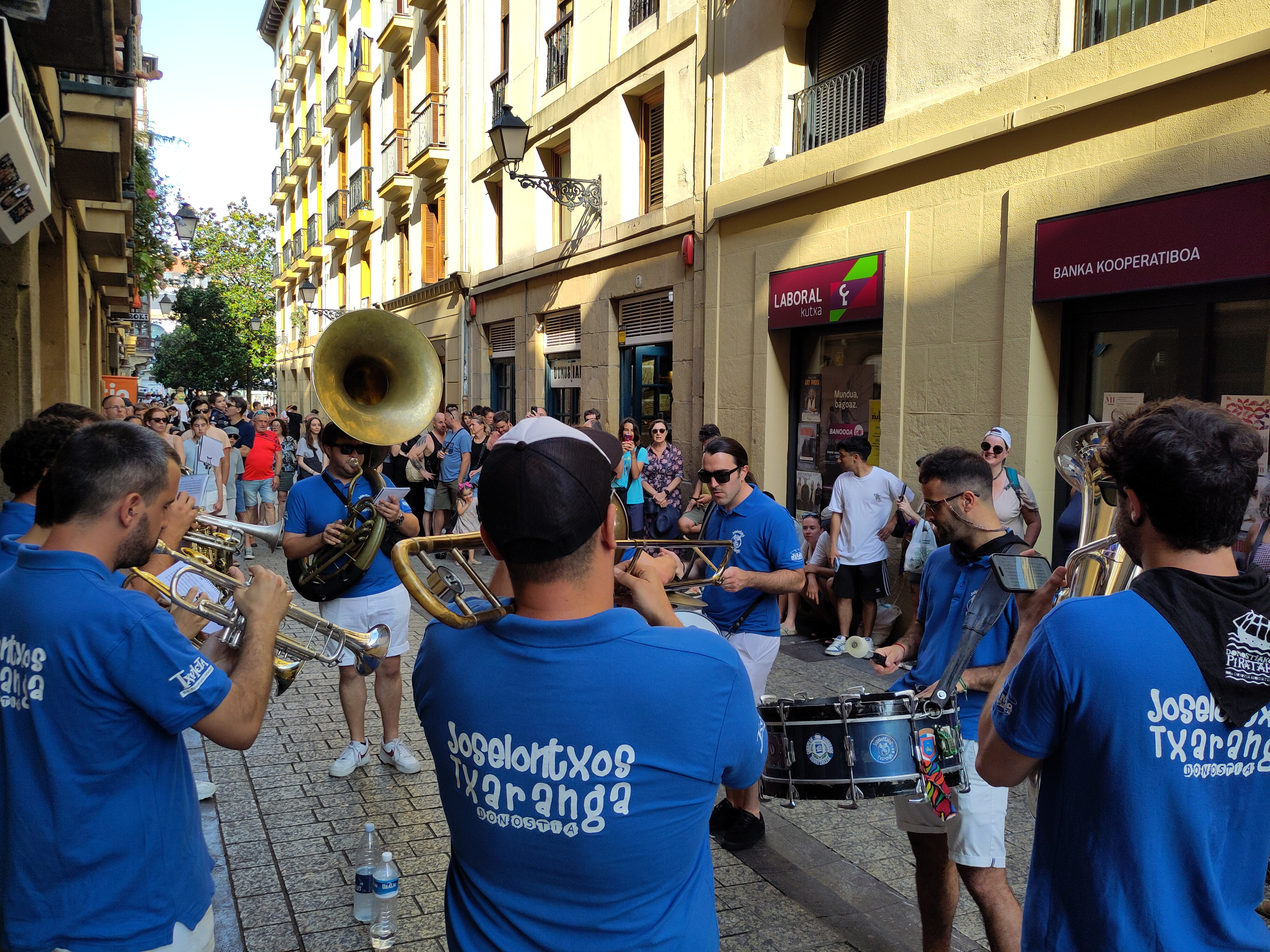
Una txaranga animando la semana grande Donostiarra.

Charanga, txaranga o fanfarria es un grupo reducido de músicos con instrumentos de viento y percusión que, en diversas zonas de España, principalmente en el País Vasco, la Comunidad Valenciana, Aragón, Navarra y las dos mesetas, se encargan de animar y amenizar festejos, desfiles, despedidas u otros eventos que se celebran en la calle. La forma más común de actuación es el pasacalles, que se va moviendo por las calles de una localidad.
Suelen estar compuestas por unos 8 a 11 músicos y pueden ser de aficionados que se reúnen para las fiestas, o profesionales que van de pueblo en pueblo pagados por ayuntamientos o cuadrillas de gente. Muchos estudiantes de grado medio y superior de música aprovechan sus conocimientos para obtener unos ingresos extra tocando en la charanga. 
Interpretan canciones populares con letras pícaras y los éxitos musicales del año, canciones típicas dependiendo de la situación geográfica, algunas además componen canciones propias o realizan sus propios popurrís.
Normalmente una charanga está compuesta por percusión (bombo, caja y platos), la sección de metales (trombones, bombardino, trompetas y tuba) y por último la sección de madera (saxofones altos).
La Charanga española tiene sus equivalente en algunos países latinoamericanos. 

## Papayera o pelayera Colombia
La Papayera en Colombia, surgida a mediados del siglo XX en la Costa Caribe, en el marco del Carnaval de Barranquilla. Originalmente sus integrantes pertenecían a la Policía Nacional, pero con el tiempo las Papayeras se popularizaron como agrupaciones de músicos independientes dotados de instrumentos de viento y percusión que tocan en celebraciones o eventos públicos o privados. Normalmente estas bandas tocan música del folclore colombiano, como cumbia, porro, etc.

## Charanga militar
Otra acepción del término corresponde a las agrupaciones musicales con las que, a finales del siglo XIX y principios del XX, contaban algunos regimientos militares españoles. Fueron creadas según circular de la Dirección General de Infantería el 16 de julio de 1847. Constaban en origen de un músico mayor y veintidós instrumentistas, a la sazón:
- 2 bugles en mi bemol
- 8 bugles en si bemol, de los que serán 4 primeros y 4 segundos
- 4 cornetas de pistón con sus correspondientes tonos
- 2 trombones en mi bemol
- 2 trombones en do
- 2 figles en do
- 2 figles en si bemol[1]

Es importante recordar que en esa época todavía no se habían inventado tubas y bombardinos razón por la cual usaban figles y bugle, estos últimos se traducen habitualmente por clarines.
Ejemplo de ello es la charanga del Regimiento de cazadores de Reus, que estando guarnecida en La Coruña a finales del siglo XIX estaba dirigida por José Braña Muiños, o la charanga del Regimiento de cazadores de Arapiles que dirigió Teodoro Cetina también a finales del XIX.

## Etimología de la palabra
"Charanga" según el Diccionario crítico etimológico de Joan Corominas es una "orquesta popular descompasada", "música militar que solo consta de instrumentos de viento" y voz imitativa de sonido estridente. "Charango" también es "especie de bandurria de sonido agudo usada por los indios peruanos", acepción que ya aparece en el diccionario de la RAE en 1899.